# Mancomunidad de interés general
Una mancomunidad de interés general (MIG) es en la ordenación del territorio de la comunidad autónoma española de Castilla y León una entidad local de base asociativa y carácter voluntario de agrupación de municipios (mancomunidad) con un ámbito territorial coincidente con una o varias UBOST y que ha obtenido la declaración «de interés general» por la Junta de Castilla y León.
En una definición legal y estricta se describen como sigue:

Las mancomunidades de interés general son entidades locales de base asociativa y carácter voluntario, dotadas de personalidad jurídica propia y capacidad de obrar plena e independiente de los municipios que las integran, para el cumplimiento de sus fines específicos, que se podrán declarar cuando su ámbito territorial concuerde sustancialmente con una Unidad Básica de Ordenación y Servicios en el Territorio o varias contiguas.

Las MIG pueden ser rurales o urbanas. Las MIG rurales deben integrar municipios con una población inferior o igual a 20.000 habitantes y su ámbito territorial debe ser coincidente con una o varias (hasta un máximo de cinco) UBOST rurales y deben tener una cartera de competencias y funciones homogénea y común para todas ellas. Las MIG urbanas deben integrar municipios de más de 20.000 habitantes (o de unos 19.000 habitantes si distan más de 50 km de otra UBOST urbana) y los de su entorno o alfoz y su ámbito territorial no puede exceder los municipios que integran un área funcional estable (un área funcional estable se compone por una UBOST urbana y los municipios colindantes a la misma y los colindantes de estos últimos si se encuentran a una distancia aproximada de 15 km del municipio de mayor población) y su cartera de competencias y funciones debe ser acordada por los municipios que la forman.